# ファン・ポロ・ペレス
ファン・ポロ・ペレス（Juan Polo Perez、男性、1963年10月17日 - ）は、コロンビアのプロボクサー。ボリバール県出身。元IBF世界スーパーフライ級王者。

## 来歴
1982年10月8日、ペレスはフライ級でプロデビューを果たし、初回TKO勝ちを収め白星でデビューを飾った。
1983年6月18日、コロンビアフライ級王者ウィフレド・ルイスと対戦し、9回TKO勝ちを収め王座獲得に成功した。
1983年9月16日、アルベルト・カストロと対戦し、初黒星となる10回判定負けを喫した。
1983年12月23日、アルベルト・カストロと3ヶ月ぶりに再戦し、10回判定負けを喫しコロンビア王座の初防衛に失敗し、王座から陥落した。
1984年6月23日、後のWBA世界フライ級王者イラリオ・サパタと対戦し10回0-3（92-100、93-98、94-99）の判定負けを喫した。
1984年7月28日、ミゲル・マトゥラナと対戦し2回KO負けを喫した。
1985年3月2日、ラウル・エルネスト・ディアスと対戦し、10回判定勝ちを収めた。
1985年7月20日、後のWBC世界スーパーフライ級王者シュガー・ベビー・ロハスと対戦し、引き分けに終わった。
1986年1月13日、元WBC世界フライ級王者プルデンシオ・カルドナと対戦し、10回判定勝ちを収めた。
1987年1月23日、アグスティン・ヒギリオと対戦し、6回判定勝ちを収めた。
1987年5月25日、プルデンシオ・カルドナと1年4ヵ月ぶりに対戦し、10回判定勝ちを収めた。
1989年10月14日、IBF世界スーパーフライ級王者エリー・ピカルと対戦し、12回3-0（117-113、118-110、117-111）の判定勝ちを収め、王座獲得に成功した。
1990年4月21日、ロバート・キロガと対戦し、12回0-3（112-116、112-115、113-114)の判定負けを喫し初防衛に失敗し、王座から陥落した。
1991年4月11日、ジョエル・ザラテと対戦し、10回判定負けを喫した。
1991年10月25日、IBC世界スーパーフライ級王者で後のWBA世界バンタム級王者ナナ・コナドゥと対戦し、12回判定負けを喫し王座獲得に失敗した。
1992年9月9日、日本武道館で元OPBF東洋太平洋バンタム級王者アーニー・カタルーニャと対戦し、初回KO負けを喫した。
1993年4月2日、ファン・ロドリゲスと対戦し、10回TKO負けを喫した。
1994年5月14日、元IBF世界スーパーバンタム級王者ホセ・サナブリアと対戦し、8回判定勝ちを収めた。
1994年10月13日、6年ぶりの世界挑戦としてWBA世界スーパーバンタム級王者ウィルフレド・バスケスと対戦し、12回0-3（111-116、112-115、112-116）の判定負けを喫し2階級制覇に失敗した。ペレスはこの試合が最後の世界挑戦となった。
1995年4月15日、FECARBOXフェザー級王者で後のフェザー級3団体王者マヌエル・メディナと対戦し、12回判定負けを喫し王座獲得に失敗した。
1995年5月6日、後のIBF世界スーパーバンタム級王者レーロホノロ・レドワバと対戦し、10回1-2の判定負けを喫した。
その後も数多くの世界ランカーや後の世界王者の選手の踏み台となってしまい、2007年4月6日、ウェス・フェルガーソンと対戦し5回TKO負けを喫した。この試合を最後に勝ち数と負け数が一緒になってしまい、現役を引退した。

## 獲得タイトル
- コロンビアフライ級王座
- 第7代IBF世界スーパーフライ級王座（防衛0）